# Amata

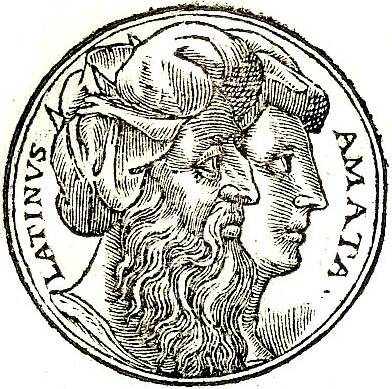
Latino y Amata en el Promptuarii iconum insigniorum de Guillaume Rouillé (1553)

En la mitología romana, Amata, esposa de Latino, era la reina consorte de la región italiana llamada Lacio. Amata y Latino fueron padres de Lavinia y de un niño que murió tempranamente.
Latino, al no tener hijos varones que le sobreviviesen, prometió dar su reino al que se casase con su única hija. El pretendiente que más apoyo tenía era Turno, por ser el heredero de uno de los más antiguos y poderosos linajes italianos el de los rútulos y porque la reina Amata le quería como yerno. Pero Lavinia no se casó con él porque un oráculo dijo que la princesa tendría que casarse con un extranjero.
Así, cuando vino Eneas, que era troyano y por tanto forastero, Latino creyó conveniente que este se casase con su hija, pero Amata no. Por esto, la reina, con una ira que la transmitieron Juno y Alecto, intentó impedir la alianza entre Lavinia y Eneas. Al ver que era imposible la victoria de Turno en contra de los troyanos, y viendo que no podía impedir la boda entre Eneas y Lavinia, se ahorcó, ante la horrorizada mirada de su hija.